# Capità de Castella
 Capità de Castella  (Captain from Castile) és una pel·lícula estatunidenca de Henry King, estrenada el 1947 i doblada al català

## Argument
Començament del segle xvi, el jove noble espanyol Pedro De Vargas, salva una bella pagesa de l'inquisidor Diego de silva. Per venjar-se, aquest deté Pedro. Però aquest s'evadeix gràcies a Catana i Juan Garcia, el seu amic fidel. Tots tres marxen al Nou Món amb la flota d'Hernando Cortez.

## Repartiment
- Tyrone Power: Pedro de Vargas
- Jean Peters: Catana Perez
- Cesar Romero: Hernando Cortez
- Lee J. Cobb: Juan Garcia
- John Sutton: Diego De Silva
- Antonio Moreno: Don Francisco De Vargas
- Thomas Gomez: El pare Bartolome Romero
- Alan Mowbray: El professor Botello, astròleg
- Barbara Lawrence: Luisa De Carvajal
- George Zucco: El marquès De Carvajal
- Roy Roberts: El capità Alvarado
- Marc Lawrence: Corio
- Virginia Brissac: Doña Maria De Vargas

## Nominacions
1948
- Oscar a la millor banda sonora per Alfred Newman

## Al voltant de la pel·lícula
És la primera pel·lícula amb Jean Peters.